# Il miracolo della rosa
Il miracolo della rosa (in lingua francese Miracle de la rose) è un romanzo semi-autobiografico del 1946 dello scrittore francese Jean Genet il quale narra delle sue esperienze in qualità di detenuto nella colonia penale di Mettray e nel carcere dell'ex abbazia di Fontevrault; questo anche se non vi è alcuna prova diretta che in realtà Genet sia mai stato imprigionato in quest'ultima istituzione.
Genet era stato arrestato e condotto a Mettray, ove rimase dal 1926 al 1929 (dai quindici ai diciott'anni), dopo di che fece richiesta per unirsi alla legione straniera. Il libro è stato edito in italiano in forma parziale e con tagli inizialmente presso la Arnoldo Mondadori Editore, mentre in versione integrale successivamente dalla casa editrice Il Saggiatore.

## Trama
L'opera possiede una struttura non lineare, mescolando storie riguardanti l'adolescenza dell'autore con fatti avvenuti durante l'età adulta (a trent'anni) a Fontevrault.
Mentre si trova rinchiuso a Mettray per scontare la sua pena, il protagonista descrive i desideri erotici omosessuali nei confronti dei suoi più giovani compagni di detenzione; vi è inoltre anche una dimensione più fantastica della narrazione, in particolare in quei passaggi riguardanti un prigioniero di Fontevraut chiamato Harcamone il quale è stato condannato alla pena capitale con l'accusa di omicidio.
Genet, ovvero l'io narrante, idolatra Harcamone e descrive in forma poetica circa le rare occasioni in cui s'imbatte in questo personaggio, intravedendolo di sfuggita e solamente per pochi attimi.

## Nella cultura di massa
Il brano "Hell's Ditch" del gruppo anglo-irlandese celtic punk The Pogues, contenuto nell'album omonimo, è basato su eventi della vita di Jean Genet raccontati in questo romanzo e in Notre Dame des Fleurs.